# Протока Фрама

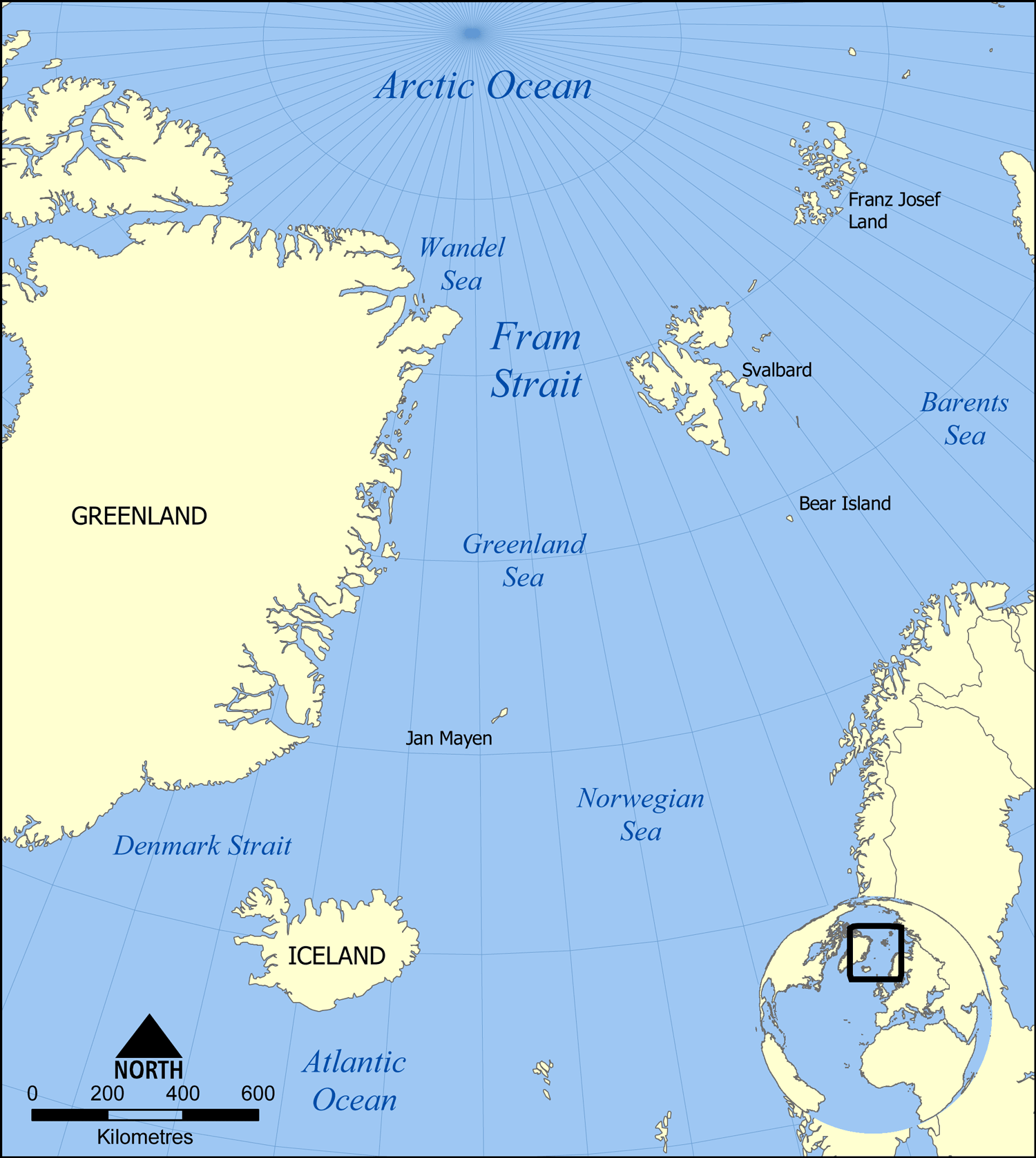
Розташування протоки Фрама на мапі

Основні течії в протоці Фрама. Західно-Шпіцбергензька течія (червоним) транспортує відносну теплу і солону воду на північ. Східно-Гренландська течія (синім) тече на південь і транспортує прісну воду (як рідку так і тверду, (морський лід)) з Північного Льодовитого океану.

Протока Фрама — найглибша протока Північного Льодовитого океану, обмежена Гренландією на заході і Шпіцбергеном на сході, широтні кордони приблизно 81 ° пн.ш. і 77 ° с.ш .. З'єднує Північно-Європейський і Арктичний басейни. Найглибша точка — 5,6 км (жолоб Моллой (англ. Molloy Deep)). Це єдиний глибоководний зв'язок між Арктичним океаном і світовим океаном, а саме Гренландським морем і морем Ванделя. Інші протоки — Прохід Баренцева моря (англ. Barents Sea Opening), Берингова протока і дрібні протоки Канадського Арктичного архіпелагу. Всі вони мілководніше і вужче за протоку Фрама. Протока Фрама названа на честь норвезького судна Фрам. Завширшки — 500 км. Порогова глибина — 2200 м

## Океанографія

### Атлантична вода
Атлантична вода — водна маса, що формується в Атлантиці і транспортується на північ Західно-Шпіцбергензькою течією на сході протоки. Течія є підповерхневою, має сильну сезонність з мінімальним обсягом транспортування у зимовий період. На північ швидкість максимальна в зимовий час, так званий тепловий транспорт, тому висока в зимовий період.

### Арктичні води
Східно-Гренландська течія тече на південь вздовж Гренландського шельфу. Маса води є відносно прісною.

### Морський лід
Протока Фрама знаходиться з підвітряного боку від Трансарктичної течії і, отже, покривається багаторічним льодом в західній частині протоки, поруч з узбережжям Гренландії. Приблизно 90% морського льоду, з Арктики транспортується Східно-Гренландською течією.
Кількість проходження морського льоду через протоку Фрама змінюється з року в рік, і впливає на глобальний клімат через його вплив на термоциркуляцію. Морський лід, по суті, складається з прісної води, і має вміст солі 4 проміле порівняно з близько 35 проміле для морської води.